# 1444 в Україні

## Події
- 16 липня — привілей Владислава III на будівництво у Львові школи при шпиталю біля костьолу Св. Духа з правом міської ради обирати ректора;

## Особи

### Померли
- 10 листопада — Владислав III Варненчик — король польський (з 1434), король угорський як Уласло I (угор. I. Ulászló, з 1440), Володар та спадкоємець Русі (Руського королівства) (народився 1424 року);

## Засновані, створені
- надання Магдебурзького права місту Житомиру;

## Пам'ятні дати та ювілеї
- 500 з часу початку походу київського князя Ігора І Рюриковича на Константинополь та укладення Русько-візантійського мирного договору з імператором Романом I Лакапіном у 944 році за яким руським купцям дозволялось безмитно торгувати в Царгороді за зобов'язання захисту візантійських володінь у3 Криму;
- 475 років з часу початку другого Балканського походу київського князя Святослава у 969 році.
- 425 років з початку правління Ярослава Мудрого, Великого князя Київської  Русі у 1019 році.
- 350 років з часу у 1094 році:
  - захоплення  Олегом Святославичем з підтримкою половців Чернігова. Він розплатився зі своїми половецькими союзниками, віддавши їм Тмутороканське князівство, яке надалі в літописах не згадується.
- укладення миру Великим князем київським Святополком II Ізяславичем миру з половцями. Він узяв у дружини дочку Тугоркана, хана половецького;
- 300 років з часу у 1144 році:
  - створення Галицького князівства та перенесення князем Володимирком столиці до Галича. У місті спалахнуло повстання проти його правління, яке Володимирко придушив.
  - створення Галицького (Крилоського) Євангелія — однієї з найдавніших книжних пам'яток Київської Русі;
- 275 років з часу захоплення й розорення Києва об'єднаним військом 12 руських князів, очолюваним Андрієм Боголюбським у 1169 році.
- 250 років з часу переходу київського престолу перейшов до Рюрика Ростиславича після смерті Святослава Всеволодовича у 1194 році.;
- 200 років з часу перемоги Данила Галицького біля Мостищ над військом Ростислава Михайловича, претендента на галицький престол у 1244 році.
- 175 років з часу початку правління князя Володимира Васильковича (сина Василька Романовича, брата Данила Галицького) на Волині у 1269 році.